# Onorato Gaetani dell'Aquila d'Aragona
Onorato Gaetani dell'Aquila d'Aragona, VI principe di Piedimonte, XI duca di Laurenzana (Napoli, 28 settembre 1832 – Napoli, 24 ottobre 1904), è stato un nobile e politico italiano.

## Biografia
Figlio di Antonio Gaetani, fu principe di Piedimonte, duca di Laurenzana, conte di Alife e patrizio napoletano. Fu uno dei nobili che sostennero l'unità d'Italia contro i Borbone di Napoli.
Fu maggiore della Guardia nazionale italiana.
Sindaco di Gaeta e consigliere provinciale di Caserta, fu nominato senatore del Regno d'Italia nel 1876..
Il figlio Nicola fu deputato dal 1892 e senatore dal 1909.